# Marko Dmitrović
Marko Dmitrović (Subotica, Sèrbia, 24 de gener de 1992) és un futbolista serbi que juga com a porter al RCDE Espanyol.

## Trajectòria
Dmitrović es va formar a l'Estrella Roja de Belgrad, on va arribar al primer equip. Tot i això, no va poder debutar en partit oficial amb el conjunt serbi. Després de dues temporades sense oportunitats va decidir canviar d'aires. Entre els anys 2011 i 2013 va sobresortir en les categories inferiors de la selecció nacional. Va ser internacional sub-19 i després sub-21. Abans de sortir de l'Estrella Roja va ser titular amb la selecció participant de la fase classificatòria de l'Eurocopa 2013 jugant 18 partits i encaixant 20 gols.
El 2013 va fitxar per l'Újpest hongarès però tampoc va tenir continuïtat. Només va poder jugar 13 partits en total (12 de lliga i 1 de copa), encaixant 19 gols. Tot i no jugar, el seu equip va ser campió de copa. Una temporada després va tornar a fer les maletes direcció Anglaterra per jugar amb el Charlton Athletic. A Anglaterra les coses no van anar millor i va estar una altra temporada pràcticament en blanc jugant 5 partits i encaixant 8 gols.
El 2015 arribava cedit a l'Alcorcón de la Segona Divisió espanyola. Una temporada després, l'Alcorcón decideix fitxar al jugador en quedar lliure del club anglès. Les dues temporades amb l'equip madrileny van ser un punt d'inflexió. Va poder disfrutar de la titularitat a la porteria jugant 80 partits abans de fitxar l'any següent per la SD Eibar per 600.000 €.
Amb l'Eibar debuta a la Primera Divisió el dia 21 d'agost amb una victòria contra el Málaga. Es guanya la titularitat i la seva primera temporada al club acaba juga 37 partits i essent escollit el millor jugador del club. El 21 de gener de 2021, va marcar el primer gol de la seva carrera, des del punt de penal, en una derrota per 1–2 contra l'Atlètic de Madrid.
El 4 de juliol de 2021, com a agent lliure, va arribar al Sevilla FC, amb contracte fins al 2025. L'agost del 2024 i amb 32 anys d'edat, arriba traspassat al CD Leganés.
El 19 de juny de 2025, el RCD Espanyol anuncià el fitxatge per l'equip català, per prendre el relleu a la porteria de Joan García, de qui pocs dies abans s'havia anunciat el seu fitxatge pel FC Barcelona.

## Palmarès
| Títol                   | Club       | País    | Any     |
| ----------------------- | ---------- | ------- | ------- |
| Copa d'Hongria          | Újpest     | Hongria | 2013-14 |
| Lliga Europa de la UEFA | Sevilla FC | Espanya | 2022-23 |